# Киевский международный кинофестиваль

Логотип кинофестиваля

Ки́евский междунаро́дный кинофестива́ль (КМКФ) — международный кинофестиваль, инициированный народным артистом СССР Богданом Ступкой и впервые проведённый в Национальном театре имени Ивана Франко в 2009 году. Последний фестиваль быль проведён в 2011 году.

## Цели фестиваля
Организаторами заявлены следующие цели кинофестиваля:
- Поддержка игрового кино, формирование его высокого социально-культурного статуса, развитие творческих контактов, обмен опытом и идеями между кинематографистами Украины и зарубежными странами, оказание содействия творческой молодёжи в сфере кинематографии.
- Представить украинским кинозрителям лучшие киноленты (производство последних двух лет включительно).
- Укрепить культурные связи между странами-участницами, а также творческие контакты с кинематографистами стран-участников фестиваля.
- Популяризация достижений национального кинематографа.

## Программа
Программа Фестиваля включает:
- конкурсный показ;
- ретроспективный показ;
- внеконкурсный показ фильмов;
- пресс-конференции и «круглые столы» по вопросам современного кинопроцесса;
- эксклюзивный показ «Фестивали мира представляют»;
- творческие встречи с создателями фестивальных фильмов;
- дни кино стран-участниц фестиваля;
- мастер-классы для молодых кинематографистов и творческой молодёжи с мэтрами современного кинематографа.

## Номинации
Призы фестиваля вручаются в девяти номинациях:
- Лучший художественный фильм
- Лучшая режиссёрская работа
- Лучшая операторская работа
- Лучший сценарий к фильму
- Лучшая музыка к фильму
- Лучшая главная мужская роль
- Лучшая главная женская роль
- Лучшая мужская роль второго плана
- Лучшая женская роль второго плана

## I Киевский международный кинофестиваль

### Церемония открытия
Первый Киевский международный кинофестиваль открылся 29 мая 2009 года. В торжественной церемонии открытия принял участие британский режиссёр Питер Гринуэй, который представил свой фильм «Рембрандт. Я обвиняю!», посвящённый картине Рембрандта «Ночной дозор».

### Программа
В конкурсной и внеконкурсных программах приняли участие 37 фильмов более чем из 25 стран. Среди участников и гостей — кинематографисты с Украины, из России, Белоруссии, Сербии, Польши, Латвии, Германии, Австрии, Грузии, Венгрии, Великобритании, Аргентины. Среди них польский режиссёр Кшиштоф Занусси, продюсер, основатель кинофестиваля «Кинотавр» Марк Рудинштейн, российский режиссёр Александр Прошкин, а также британский режиссёр Питер Гринуэй.

#### Конкурсная
- «Таинственный остров» (реж. Владимир Тихий, Украина)
- «Контракт» (реж. Вера Яковенко, Украина)

### Жюри
В состав международного жюри вошли: кинорежиссёр Кшиштоф Занусси (председатель жюри, Польша), кинорежиссёр Александр Прошкин (Россия), актёр и сценарист Леван Учанейшвили (Грузия), актёр Ивар Калныньш (Латвия), актриса и телеведущая Руслана Писанка (Украина), кинокритик Иван Форгач (Венгрия), актриса Татьяна Бовкалова (Белоруссия).

### Церемония закрытия и объявление победителей
3 июня на церемонии закрытия Киевского международного кинофестиваля были названы победители конкурсной программы.

#### Список победителей
- «Лучший художественный фильм» — «Турне»[серб.] (режиссёр Горан Маркович, Сербия)
- «Лучший сценарий» — «Турне»[серб.] (режиссёр Горан Маркович, Сербия)
- «Лучшая режиссёрская работа» — «Ливень» (Паула Хернандес)
- «Лучшая операторская работа» — «Лучшие вещи» (Лол Кроли, Великобритания)
- «Лучшая мужская роль» — Антонио Бирабент («Три желания», Аргентина)
- «Лучшая женская роль» — Светлана Крючкова и Светлана Свирко («Луна в зените», Россия)
- «Лучшая мужская роль второго плана» — Любомирас Лаусиавичус («Вогельфрай», Латвия)
- «Лучшая женская роль второго плана» — Данута Стенка («Еще раз», Польша)
- «Лучшая музыка к фильму» — «Финское танго» (Германия), композиторы Кристоф Блейзер, Штефен Калес
- «За лучший актёрский ансамбль» — фильмы «Контракт» (Украина), «Финское танго» (Германия), «Кадет» (Белоруссия)